# Brian Doyle
Brian John Doyle (ur. 18 sierpnia 1930 w Melbourne, zm. 1 czerwca 2008 tamże) – australijski wioślarz, brązowy medalista olimpijski.
Wystąpił na igrzyskach olimpijskich w Melbourne w 1956, gdzie Australijczycy w składzie: Michael Aikman, David Boykett, Fred Benfield, Jim Howden, Garth Manton, Walter Howell, Adrian Monger, Brian Doyle i Harold Hewitt (sternik) zdobyli brązowy medal w ósemkach. W wyścigu finałowym o 4 sekundy przegrali z osadą USA i o 2,1 sekundy z osadą Kanady. Był to jego jedyny start olimpijski.
Kształcił się w Xavier College. Po zakończeniu kariery był trenerem wioślarstwa.
Jego synowie: David Doyle i Mark Doyle także zostali wioślarzami.